# Piazza dei Martiri
La piazza dei Martiri (place des Martyrs) est une place de la ville de Naples, située dans le quartier Chiaia du cœur historique, à peu de distance du bord de mer.

## Description
La place est ouverte au XVIIe siècle, marquant un expansion de la ville vers l'ouest, alors que pendant des siècles cela avait été empêché à cause des remparts. Elle était dominée par l'église Santa Maria a Cappella Nuova qui fut démolie au début du XIXe siècle, car trop périlleuse. L'église donna son nom d'origine à la place, dite alors: largo di Santa Maria a Cappella Nuova.
Sise dans les quartiers les plus aisés de la cité parthénopéenne, cette place est considérée aujourd'hui comme l'une des plus élégantes. Elle est ornée d'une colonne dédiée aux Napolitains tombés pour la liberté. À l'origine, cette colonne était dédiée à la Madone de la Paix, selon la volonté de Ferdinand II, après la paix reconquise à la suite des émeutes révolutionnaires de 1848. Cette colonne est l'œuvre de Luigi Catalani et a été remaniée par Enrico Alvino.
Plusieurs édifices monumentaux donnent sur la place; en particulier le palazzo Partanna, au numéro 58, bâti par Mario Gioffredo et remanié par la suite par Antonio Niccolini en style néo-classique, pour Lucia Migliaccio, épouse morganatique de Ferdinand Ier. On remarque au numéro 30 le palazzo Calabritto, remanié dans la seconde moitié du XVIIIe siècle par Luigi Vanvitelli.

### Le monument desMartyrs napolitains
Le monument situé au milieu de la place est constitué d'une colonne datant de l'époque des Bourbons, lorsque la place se nommait place de la Paix (piazza della Pace). Une statue à son sommet symbolise la Vertu des martyrs par Emanuele Caggiano; elle s'est substituée à l'ancienne statue de la Madone de la Paix.
Les quatre lions se trouvant à la base représentent une période historique pendant laquelle moururent ceux que l'État a appelé les « martyrs » napolitains:
- Le lion mourant, œuvre d'Antonio Busciolano, figure les morts de la République parthénopéenne de 1799;
- Le lion transpercé d'une épée, œuvre de Stanislao Lista, les carbonari morts en 1820;
- Le lion couché, avec le statut de 1848 sous la patte, représente les morts du mouvement libéral de 1820;
- Le lion debout en pied (l'unique des quatre), est dédié aux morts garibaldiens pendant les guerres de l'unité italienne de 1860.

Derrière ce dernier on put lire sur une plaque:
« Alla gloriosa memoria dei cittadini napoletani che
caduti nelle pugne o sul patibolo
rivendicarono al popolo la libertà di proclamare con patto solenne ed eterno
il plebiscito del XXI ottobre MDCCCLX
Il Municipio Consacra »

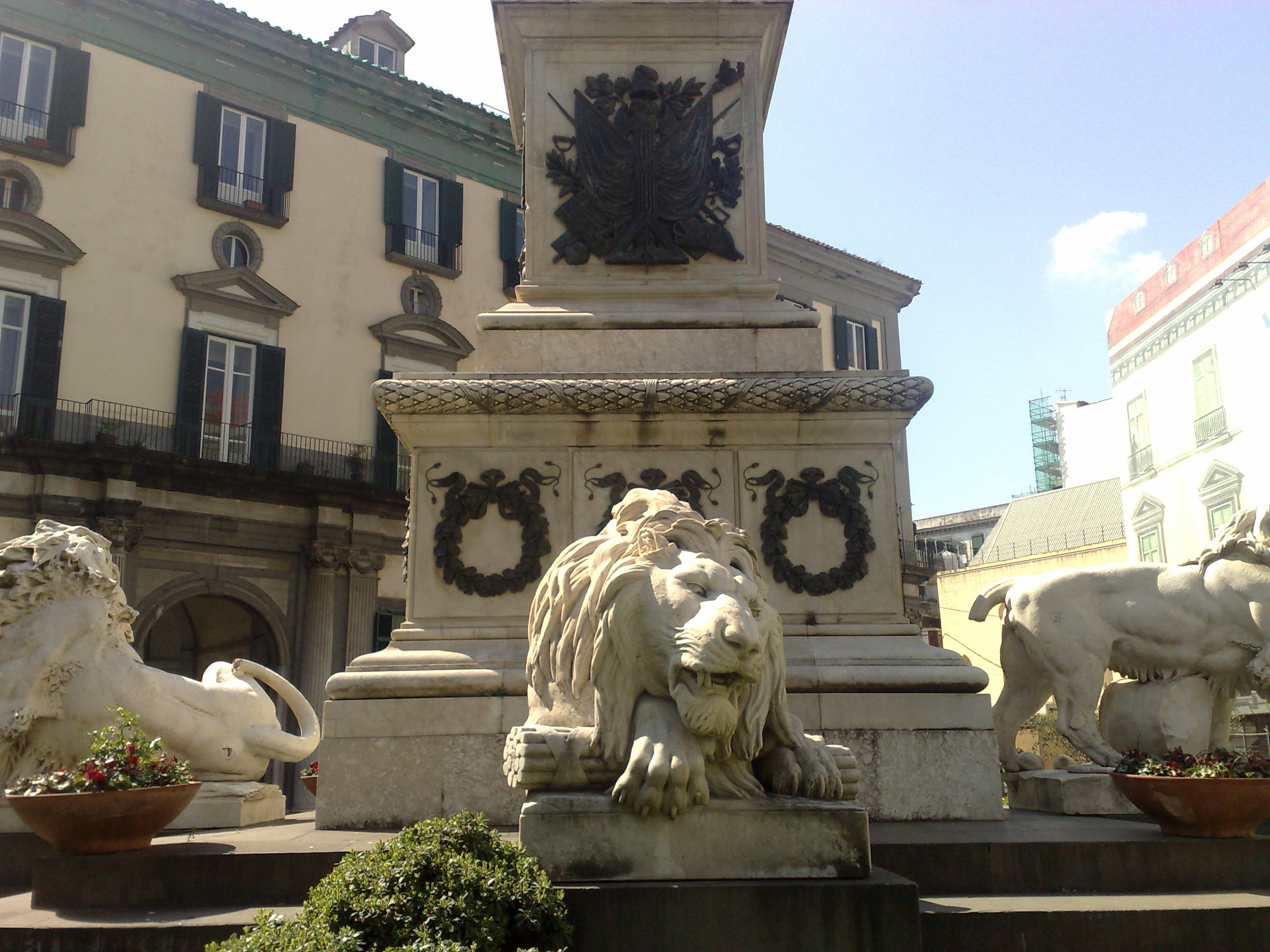
Les morts de 1799
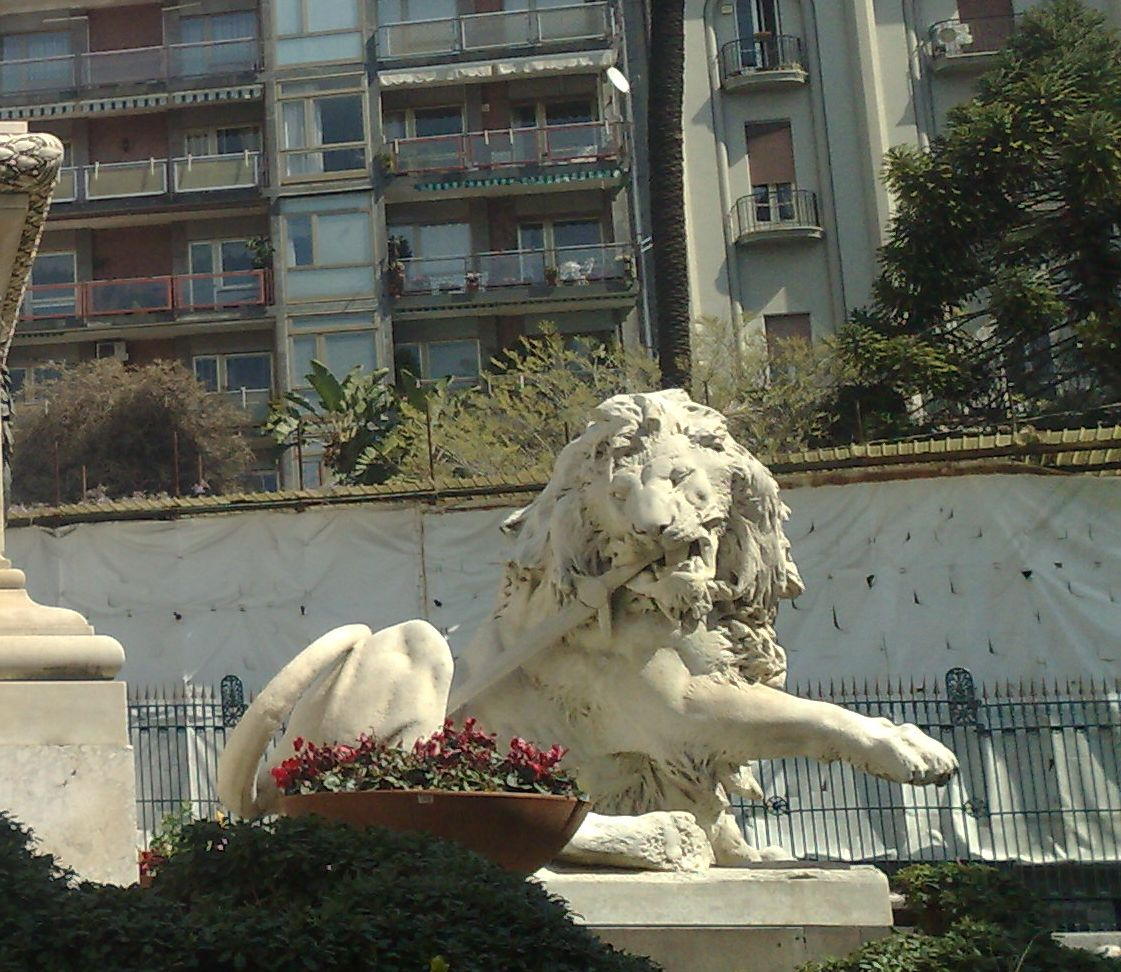
Les morts de 1820
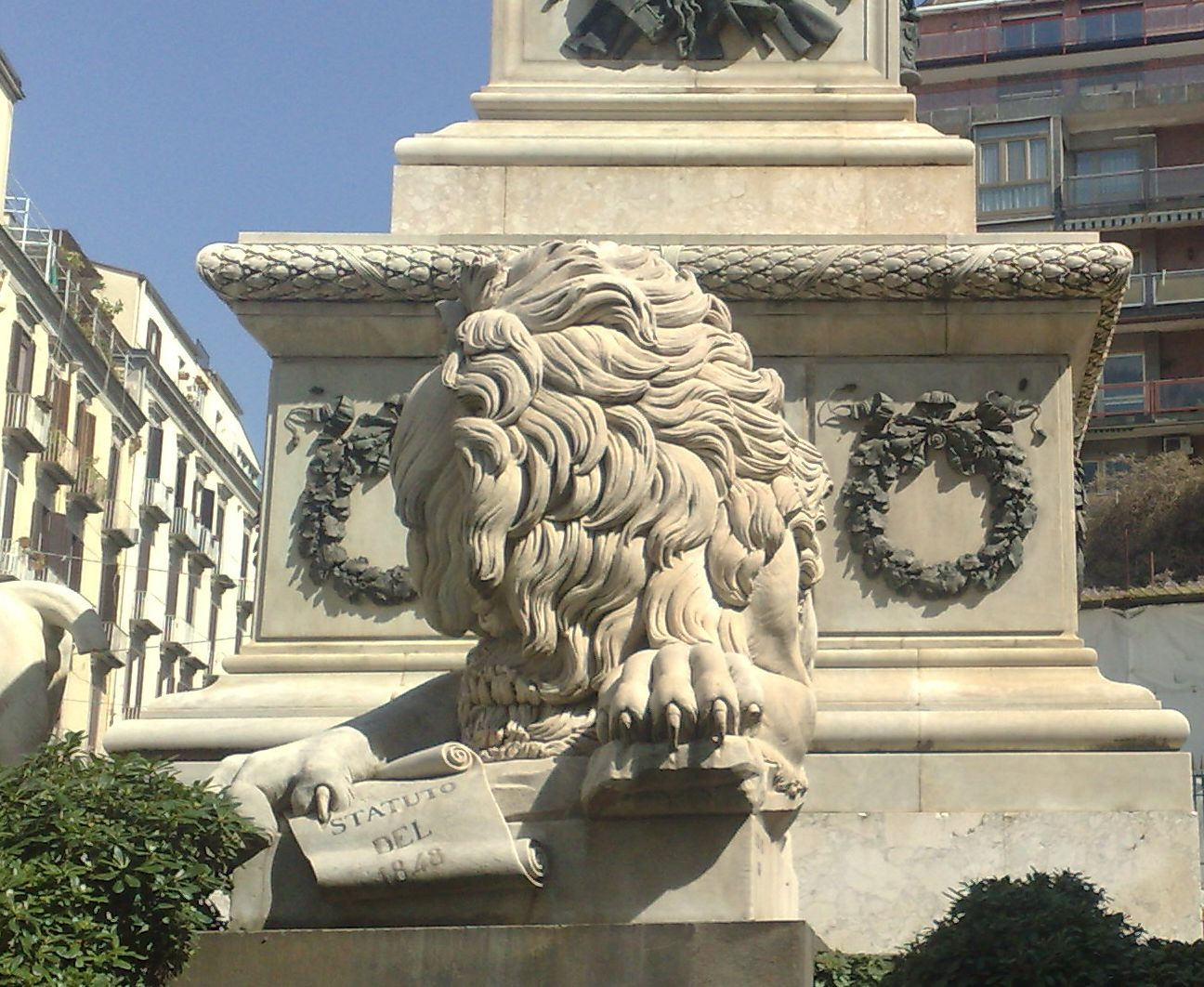
Les morts de 1848
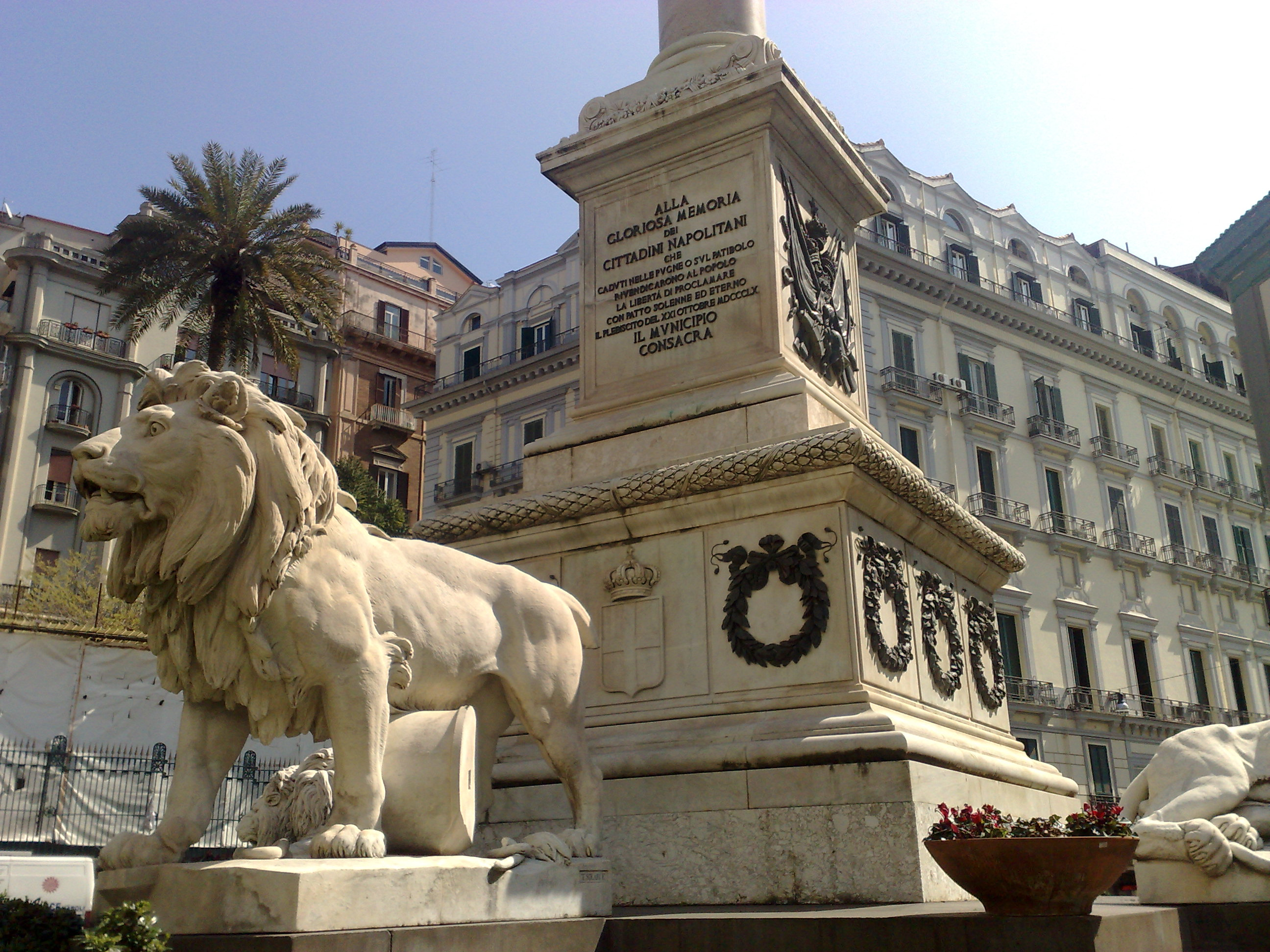
Les morts de 1860
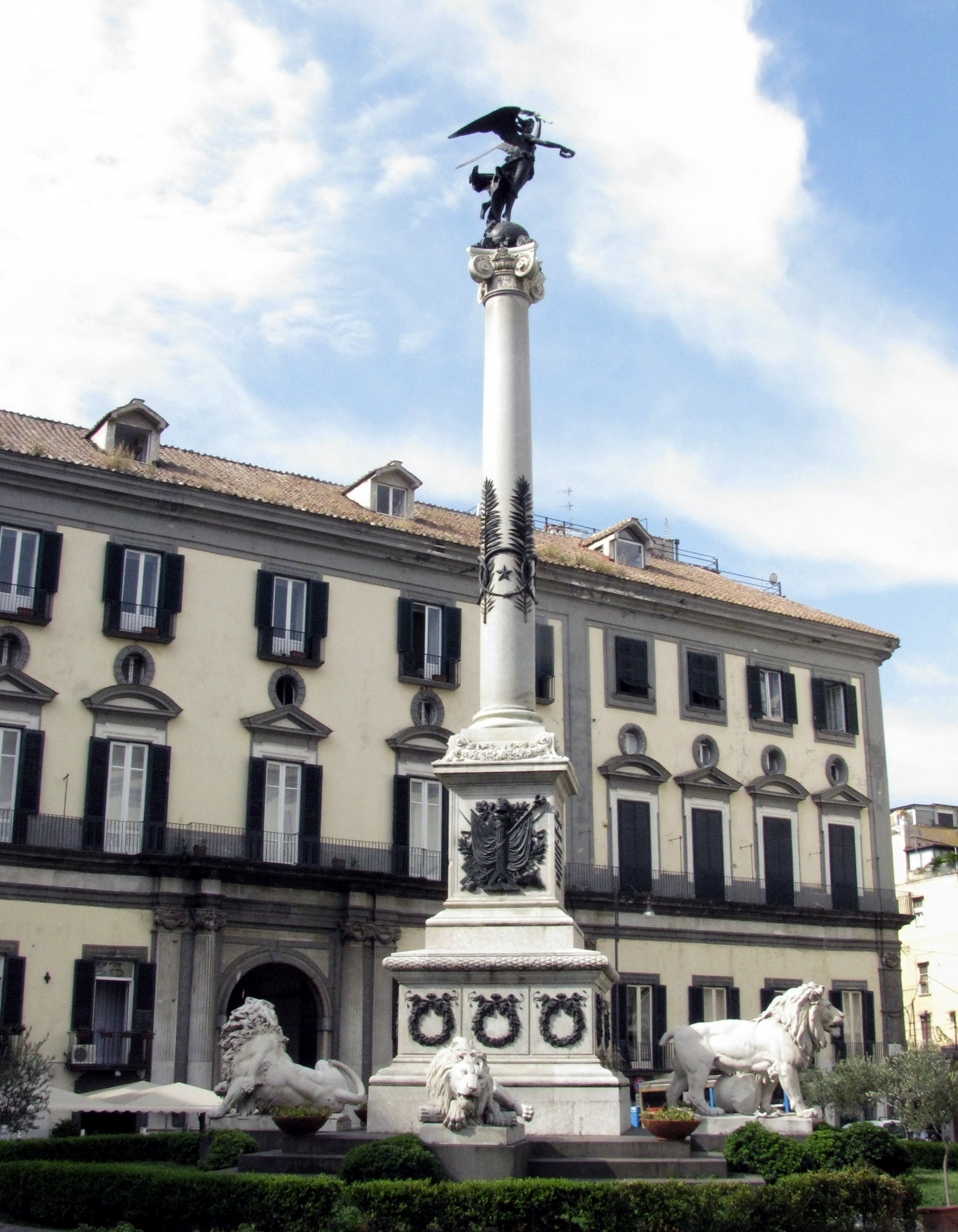
Vue de la place

## Source de la traduction
- (it) Cet article est partiellement ou en totalité issu de l’article de Wikipédia en italien intitulé « Piazza dei Martiri » (voir la liste des auteurs).